# Pyramica splendens
Pyramica splendens är en myrart som först beskrevs av Borgmeier 1954.  Pyramica splendens ingår i släktet Pyramica och familjen myror. Inga underarter finns listade i Catalogue of Life.